# المان عسگروف
المان عسگروف (ترکی آذربایجانی: Elman Əsgərov؛ زادهٔ ۱۶ سپتامبر ۱۹۷۵) کشتی‌گیر سابق اهل جمهوری آذربایجان در دستهٔ ۶۶ کیلوگرم کشتی آزاد است. عسگروف نایب‌قهرمان دو دورهٔ مسابقات قهرمانی کشتی اروپا در سال‌های ۲۰۰۲ و ۲۰۰۵ است.